# Robert Scholl
Robert Scholl (13 de abril de 1891 - 25 de octubre de 1973) fue un político alemán y padre de Hans y Sophie Scholl. Scholl fue un liberal y crítico de la Alemania nazi. Después de la guerra cofundó el Partido Popular Panalemán. 
Scholl nació en Baden-Württemberg, y durante la guerra conoció a su futura esposa Magdalene Müller, madre de sus seis hijos. Se casaron en 1920 y vivieron en Ingersheim, Forchtenberg, Ludwigsburg y Ulm.
Scholl fue alcalde de Ingersheim de 1917 a 1920, y de Forchtenberg, hasta 1930.
Sus hijos fundaron la Rosa Blanca y él fue sentenciado a cuatro meses de cárcel por hablar mal de Hitler en 1942 y en 1943 a un año y medio de cárcel por escuchar la radio aliada.
Sus hijos Hans y Sofia fueron guillotinados.
Después de la guerra fue alcalde de Ulm entre 1945 y 1948. Participó en el Parlamento Regional de Baden-Württemberg.